# 제천 명오리 고가
제천 명오리 고가(堤川 鳴梧里 古家)는 충청북도 제천시 한수면 명오리에 있는 고가이다. 1981년 5월 1일 충청북도의 민속문화재 제5호로 지정되었다.

## 개요
ㄱ자 모양의 안채와 ㄴ자 모양의 사랑채가 거의 ㅁ자 모양으로 배치되어 있다.
안채는 윗방 밖으로 굴뚝을 두어 부엌에서 땐 불의 연기가 안방과 윗방을 지나 이 굴뚝으로 빠지게 되어 있다. 이런 구조는 이 지방에서 많이 볼 수 있는 것이다. 사랑채는 지붕은 덧서까래를 사용하여 특이한 모습을 보여준다.
안채의 집 구조는 일반적인 3칸 툇집을 발전시킨 것으로 볼 수 있으며, 민가 가옥 구조의 발전 과정을 잘 보여주는 예이다.

## 참고 문헌
- 제천 명오리 고가 - 국가유산청 국가유산포털